# Elecciones parlamentarias de Chile de 1831
Las elecciones parlamentarias de Chile de 1831 se realizó el 26 de mayo de ese año, bajo el mandato de Fernando Errázuriz Aldunate, que ocupaba el cargo de Vicepresidente provisorio de la República, en un contexto de gran inestabilidad política (22 de marzo de 1831-18 de septiembre de 1831). Este Congreso Nacional reemplazó al Congreso de Plenipotenciarios, el que se había instalado el 12 de febrero de 1830, luego de derrotado el liberalismo en la Guerra Civil de 1929. En esta elección, el Congreso se instaló bajo los preceptos de la Constitución Política de 1828 y a la Ley del 25 de noviembre de 1830, y estuvo compuesto por un total de 13 senadores y 38 diputados. En cuanto a sus resultados, los grupos liberales se abstuvieron de participar, por lo tanto el nuevo congreso se conformó por mayoría de parlamentarios adeptos al nuevo gobierno conservador.